# Epipedobates darwinwallacei
La rana nodriza de Darwin y Wallace (Epipedobates darwinwallacei) es una especie de anfibio anuro de la familia de las ranitas venenosas (Dendrobatidae). Es endémica de la vertiente occidental de los Andes en la provincia de Pichincha, noroeste de Ecuador, entre los 850 y 1700 m de altitud. Es diurna y habita cerca de arroyos y zonas pantanosas en una variedad de hábitats: pastizales, bosques primarios y secundarios, bordes de bosque y en áreas de caña. Su nombre darwinwallacei es en honor a Charles Darwin y Alfred Russel Wallace.
Es una rana pequeña que mide entre 13 y 19,5 mm de longitud. Es de color negro o marrón oscuro con puntos y manchas amarillas o anaranjadas. Este punteado forma una banda lateral discontinua en el dorso. El vientre también es negro con motas y mancha anaranjadas. En la garganta tiene una banda longitudinal o mancha de color blanquecino.